# Бе-6
Бе-6 (за кодифікацією НАТО: Madge) — багатоцільовий летючий човен. Використовувався для далекої морської розвідки, патрулювання узбережжя, бомбометання, несення і скидання торпед, скидання десанту (до 40 осіб), установка мінних загороджень, перевезення вантажів. На літаку було встановлено спеціальне обладнання для виконання польотів у нічний час і в складних метеоумовах.

## Варіанти
- Бе-6СС — пошуково-рятувальний варіант.
- Бе-6ПЛО — протичовновий літак.
- Бе-6 «Лайнер» — летюча лабораторія для випробовування систем зв'язку.
- Цин-6 — у 1950-60 роках близько 20 літаків було передано до Китаю, де вони отримали нову назву. Також двигуни були замінені на турбогвинтові.[2]

## Характеристики
Основні характеристики
- Екіпаж: 8
- Довжина: 23.5 м
- Висота: 7.64 м
- Розмах крила: 33.5 м

- Площа крила: 120,0 м²
- Максимальна злітна маса: 28 850 кг
- Силова установка: 2 × поршневий АШ-73, 2 х 2400 к.с.   ( )

Льотні характеристики
- Максимальна швидкість: 405 км/год
- Крейсерська швидкість: 280 км/год
- Практична дальність: 5000 км

Озброєння
- Бойове навантаження: * 5 23-мм гармат, звичайні і глибинні бомби, морські міни загальною вагою до 3000 мкг

## Збережені літаки
Всього збереглися 4 літаки:
- У державному музею авіації України, бортовий № 43 жовтий, серійний номер 4601403. Екземпляр раніше знаходився на території військової частини, у якості пам'ятника морським льотчикам, на березі бухти Донузлав. Після того, як військову частину розформували, він залишився без нагляду. У жовтні 2003 року літак скинуло вітром з постаменту. Базову реставрацію провели у Криму, а подальше відновлення експонату було виконано силами реставраційного відділу музею.
- У Китайському музею авіації у Пекіні.
- У Морському музею Ціндао.
- У Музею авіації Північного флоту, Сафоново, Росія. У дуже поганому стані.[3]

## Галерея

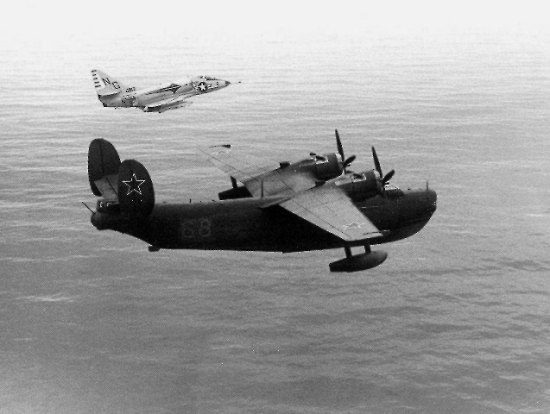
Штурмовик ВПС США A-4B із ескадрильї VA-93 перехоплює Бе-6 біля Японії, 1964 р.
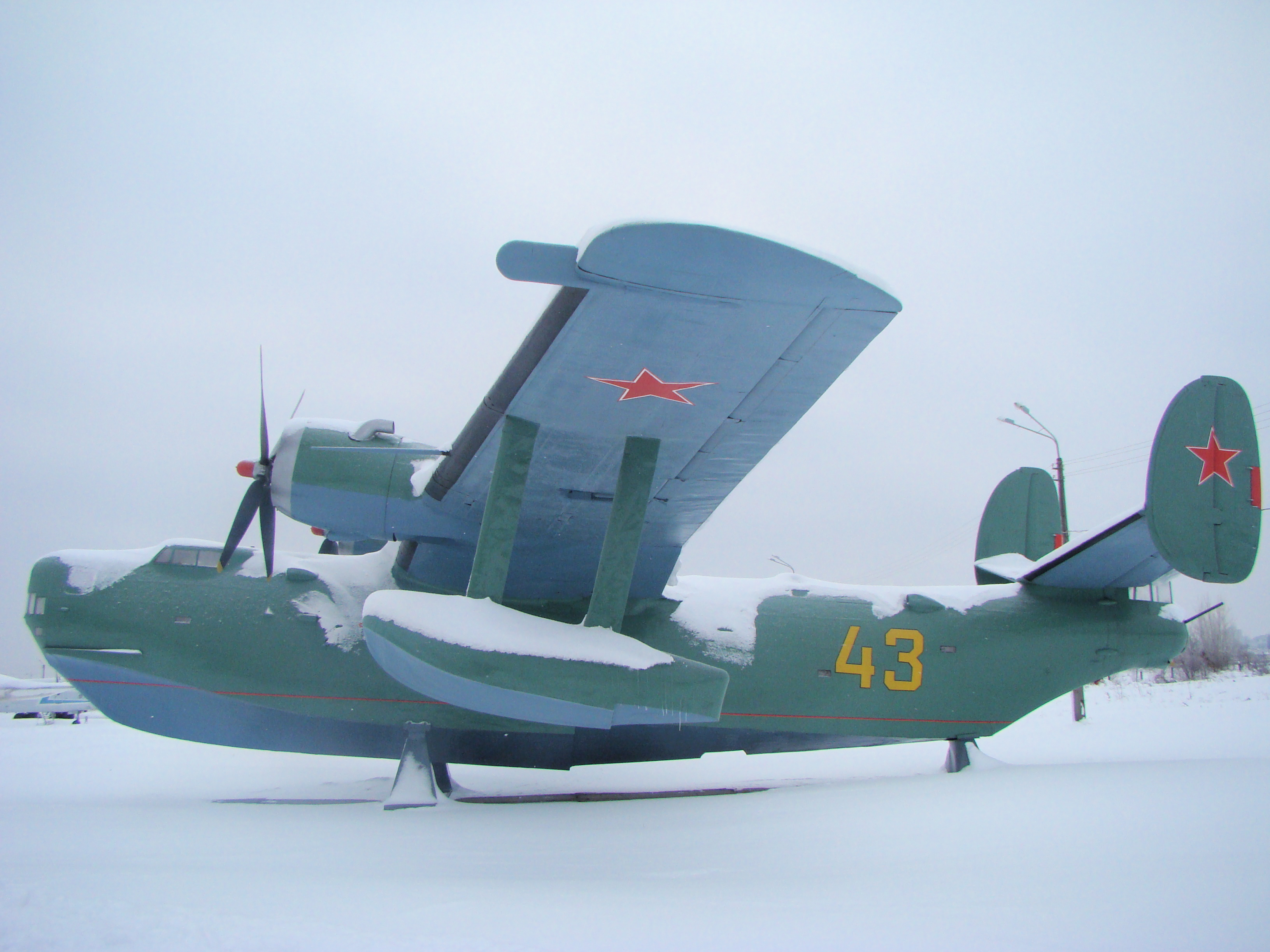
Бе-6 у Державному музеї авіації України.
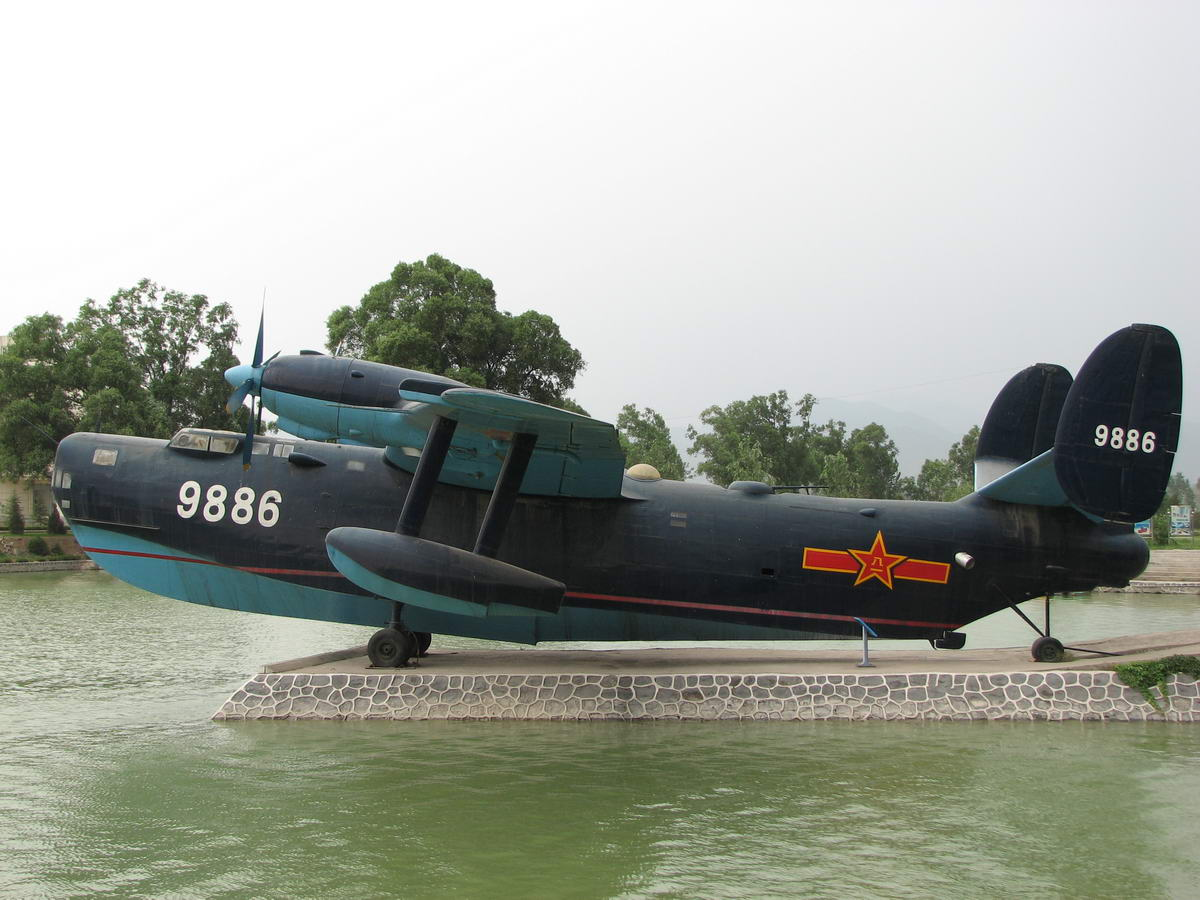
Бе-6 у музеї авіації Китаю.